# سورين بوسك
سورين بوسك (بالدنماركية: Søren Busk)‏ (بالدنماركية: Søren Busk)، من مواليد 10 ابريل 1953 ، لاعب كرة قدم دنماركي سابق وكان يلعب بدور مدافع.

## سيرة ذاتية
ولد سورين بوسك في غلوستروب، بدأ سورين بوسك بحياته المهنيه خلال اللعب مع النادي المحلي غلوستروب آي سي. وقد انتقل بعدها إلى الخارج في سنة 1976, عندما كان عمرة 23 عاماً، حتى يتمكن من اللعب بشكل احترافي مع فريق سي أس فيستفاليا هيرن مع الفريق الألماني خلال بوندسليغا 2.
لعب مع منتخب الدنمارك لكرة القدم.

## روابط خارجية
- سورين بوسك على موقع الاتحاد الأوربي (الإنجليزية)
- سورين بوسك على موقع قاعدة بيانات كرة القدم.إي يو (الإنجليزية)
- سورين بوسك على موقع بيانات كرة القدم. دي إي (الألمانية)
- سورين بوسك على موقع ناشيونال فوتبول تيمز (الإنجليزية)
- سورين بوسك على موقع عالم كرة القدم.نت (الإنجليزية)